# ألعاب إنو (شركة)
الشركة InnoGames GmbH مقرها في هامبورغ ألمانيا تطور وتشغل العديد من الألعاب أولاين، هدفها الرئيسي التوفير للاعبين الترفيه لمدى طويل وكذلك كسب رضاهم بشكل مستمر بالعمل على تطويرات وتحسينات ترقى لتطلعاتهم، كل ألعابهم على الانترنات مجانية، بدون قيود وبدون وقت محدود. بإمكان الاعبين في هذه الألعاب جعلهم عضوياتهم خاصة ان أرادوا، وهذا للحصول على تسهيلات وميزات آخرى في هذه الألعاب. كما تسعى سياستهم لتوفير المتعة سواء بشراء عضوية خاصة أو عدم شرائها.
تعتبر حرب القبائل الاعبة الأولى لهذه الشركة، حصلت على جائزة "Browser Game of the Year" في صنف "game enjoyment" في يناير 2007 من طرف الموقع GalaxyNews. حرب القبائل هي لعبة ملئة بالاكتشافات والمتعة لهذا تعتبر أبرز الألعاب في مجال ألعاب المتصفح وتستقطب العديد من الاعبين من جميع أنحاء العالم.
موقع InnoGames (anglais)
vk4500abdo